# Alexander von Malschitzki
Carl Friedrich Georg Ludwig Ernst Alexander von Malschitzki (bis 1848 Malschitzky) (* 30. Mai 1814 in Neustrelitz; † 20. März 1876 ebenda) war ein deutscher Beamter, Richter und Politiker.

## Leben
Alexander von Malschitzki stammte aus dem Adelsgeschlecht Malschitzky. Ab 1848 wird er in amtlichen Dokumenten als Malschitzki geführt. Anfangs wird in den Quellen der Rufname Georg Alexander verwendet, später nur noch Alexander.
Von Malschitzki war der Sohn des preußischen Hauptmanns Leopold Ludwig Wilhelm von Malschitzky und dessen Ehefrau Christiane Elisabeth Sandert. Der Vater wurde später Major und Adjutant des Erbprinzen Georg von Mecklenburg-Strelitz. Von Malschitzki, der evangelisch-lutherischer Konfession war, heiratete am 28. April 1848 in Wieck (Gützkow) in erster Ehe Johanne Louise Hermine von Lepel (* 5. September 1830 in Wiek; † 17. März 1858 in Neustrelitz), die Tochter des preußischen Hauptmannes und späteren Mitgliedes des Herrenhauses Franz Heinrich Erich von Lepel (1803–1877) auf Wieck und der Mathilde, Tochter des Juristen Johann Christoph Rodbertus. Die Tochter aus dieser Ehe, Mathilde (1849–1934) heiratete 1877 ihren (doppelten) Cousin, den Fideikommissherrn auf Wieck Franz Bernhard von Lepel (1851–1906), Sohn von Bernhard von Lepel. Nach dem Tod der ersten Ehefrau heiratete er am 12. April 1861 in Schwerin in zweiter Ehe Clara von Schröter (* 12. Mai 1825 in Jena), die Tochter des Großherzoglich Mecklenburg-Schwerinischen Staatsministers der Justiz August Wilhelm Ferdinand von Schröter.
Von Malschitzki besuchte das Gymnasium Carolinum in Neustrelitz, wo er zu Ostern 1832 das Abitur ablegte. Von 1832 bis 1835 studierte er Rechtswissenschaften in Berlin. 1835 bis 1844 war er Justizkanzlei-Auditor in Neustrelitz und 1836 interimistisch Aktuar beim Amtsgericht Mirow. 1840 legte er die Erste juristische Prüfung (Referendar) beim Oberappellationsgericht Parchim und 1842 die Zweite juristische Prüfung (Richter) beim Oberappellationsgericht Rostock ab. 1844 bestand er das Justizratsexamen beim Oberappellationsgericht Rostock und war dann Assesor cum voto bei der Justizkanzlei (Obergericht). 1849 wurde er Justizrat an der Justizkanzlei in Neustrelitz, wo er 1857 bis 1876 Justizkanzleidirektor war. Ab 1875 war er auch Vorstand der Zivilstandskommission in Neustrelitz. 1849 und 1852 war er kurzzeitig mit Sitz und Stimme Mitglied des Großherzoglichen Konsistoriums, dem er 1853 bis 1857 auch als Konsistorialrat angehörte.
Am 4. November 1835 wurde er zum Kammerjunker, am 20. Januar 1845 zum Kammerherrn ernannt. Am 17. Oktober 1870 wurde er mit dem Komturkreuz des Hausordens der Wendischen Krone ausgezeichnet.

## Politik
Er war konservativ-konstitutionell eingestellt, aber ein klarer Gegner des Prinzips der Volkssouveränität. 1850 gehörte er dem Volkshaus des Erfurter Unionsparlaments an.

## Schriften
- Beitrag zur Unionsfrage. Barnewitz, Neustrelitz 1849.